# Леонид (Петровский)
Архиепископ Леонид (?, Мещовск — 18 (29) февраля 1743, Новоспасский монастырь) — епископ Русской православной церкви, архиепископ Крутицкий (архиепископ Сарский и Подонский; последний епископ Крутицкий, именовавшийся Сарским и Подонским), член Святейшего Синода (с 1731). Сторонник Феофана Прокоповича.

## Биография
Родом из Мещовска, Калужской губернии, сын церковнослужителя.
В 1711 году определён архимандритом Высокопетровского Московского монастыря.
В 1721 году назначен советником Святейшего Синода.
В конце того же года он был представлен вторым кандидатом на архиерейскую кафедру в Киев и в следующем году назначен архиепископом Сарским и Подонским.
Озабоченный благоустройством монастырей и монашеского быта, архиепископ Леонид поднял очень важный вопрос об упорядочении монастырского быта и указывал на необходимость присоединения монастырей с малым числом братии к другим монастырям. Синодального решения по этому делу не существует, но этот вопрос сделался впоследствии одним из исходных пунктов при обсуждении штатов монастырских.
Далее он обратил внимание на положение раскола в епархии и по этому поводу просил Синод: «дабы повелено было для следования раскольников и раскольниц в его епархии определить светскую персону», и Синод удовлетворил его ходатайство.
В 1723 году Леонид принимал участие при перенесении мощей великого князя Александра Невского из Владимирского Рождественского монастыря в Александро-Невский монастырь, а в 1740 году представил в Святейший Синод своё мнение, как отправлять церковную службу при каждогодном и повсеместном праздновании св. Александру Невскому.
7 мая 1724 года присутствовал при коронации императрицы Екатерины І.
В том же году возникло дело в Св. Синоде по жалобе прокурора Монастырского приказа Раевского на архиепископа Леонида за то, что последний устранил его от вмешательства в дела Московской Духовной Дикастерии, но, по расследовании обстоятельств дела, оказалось, что архиепископ Леонид, отклонив сделанное в 1723 году прокурором Раевским предложение Московской Дикастерии о пересмотре некоторых дел, поступил законно, потому что раньше доноса Раевского Дикастерия не получала указа из Св. Синода относительно права прокурора Раевского делать предложения Дикастерии.
В 1725 году архиепископ Леонид должен был отвечать на «извет» на него иеромонаха Иосифа (Решилова) по делу о раскольниках, а 22 июня того же года «ответствовал по требованию Тайной Розыскных Дел Канцелярии по некоторому государственному важному секретному делу».
В 1726 году Святейший Синод определил, чтобы Грузинские митрополиты Христофор и Павел и епископ Николай без ведома духовной дикастерии ставленников не ставили и в недоуменных случаях сносились с синодальным советником архиепископом Леонидом. Того же года Св. Синод подтвердил, чтобы архиепископ Леонид с присутствующими в Москве архиереями неотменно посвящал в Москве ставленников и для ближайших к ней епархий и разрешил отсылать при промемориях в ближайшие епархии для посвящения только тех ставленников, которые будут об этом просить.
По упразднении в 1727 году Московской Синодальной Канцелярии все дела её, неоконченные и переданные в Духовную Дикастерию, предписано было, вершать преосвященному Леониду.
В 1728 году архиепископ Леонид участвовал в короновании императора Петра ІІ, а в 1730 году присутствовал в заседании Св. Синода по случаю кончины Петра ІІ.
В том же году последовал Высочайший указ о назначении его членом Святейшего Синода.
2 октября того же года он присутствовал в заседании Святейшего Синода при приведении в исполнение Высочайше конфирмованного приговора Св. Синода о лишении священного сана и монашеского чина бывшего Воронежского епископа Льва (Юрлова); в 1731 и 1732 годах он участвовал в заседаниях Св. Синода при обсуждении вопроса о состоянии и действиях Камчатской миссии и о проступках Камчатского миссионера, иеромонаха Игнатия Козыревского, лишённого иеромонашества, и по делу о ложно вымышленном чуде от Богородичного образа, бывшего в доме шляхтича Я. Азанчеева в деревне Шелбицах, Смоленского уезда.
1 сентября 1742 года архиепископ Леонид оставил Крутицкую кафедру «за болезнью» и был уволен на обещание в Новоспасский монастырь, где и скончался 18 февраля 1743 года. Похоронен в Спасо-Преображенской церкви.